# Російський біографічний словник
Російський біографічний словник, РБС (стар. Русскій біографическій словарь
, рос. Русский биографический словарь, РБС) — 25-и томне видання Санкт-Петербурзького Імператорського Російського історичного товариства під наглядом його голови Олександра Половцова у 1896–1918 роках. Том 17 був виданий в 1918 р. вже Російським історичним товариством. Одне з найповніших біографічних видань російською мовою.

## Томи
Видання не було завершеним, не з'явилися томи на літери В, Г (у межах «рос. Гогенлое - ГЯ»), Е, М, Н, О (в межах «рос. Николай - Про»), Т, У (у межах «рос. Ткачев - Фабер»). У Державному історичному музеї Москви зберігається коректурний екземпляр одного з ненадрукованих томів (рос. Вавила - Веселовский). Рукопис тому з закінченням на букву Т зберігається в бібліотеці Інституту світової літератури імені О. М. Горького РАН. У 1887–1888 рр. виданий «Абетковий покажчик імен російських діячів для Російського біографічного словника» в 2 частинах (рос. Азбучный указатель имен русских деятелей для Русского биографического словаря) зі значними доповненнями колись не врахованих осіб. На даний час зроблено перевидання РБС з включенням ненадрукованих томів.
1. Русский биографический словарь: Аарон — император Александр II / Изд. под наблюдением председателя Императорского Русского Исторического Общества А. А. Половцова. — Санкт-Петербург : тип. И. Н. Скороходова, 1896 [4]. — Т. 1. — 892, II с. (рос.)
2. Русский биографический словарь: Алексинский — Бестужев-Рюмин / Изд. под наблюдением председателя Императорского Русского Исторического Общества А. А. Половцова. — Санкт-Петербург : тип. Главного упр. уделов, 1900 [2]. — Т. 2. — 796 с. (рос.)
3. Русский биографический словарь: Бетанкур — Бякстер / Изд. под наблюдением председателя Императорского Русского Исторического Общества А. А. Половцова. — Санкт-Петербург : тип. Главного упр. уделов, 1908. — Т. 3. — 699 с. (рос.)
4. Русский биографический словарь: Гааг — Гербель / Изд. под ред. Н. М. Чулкова. — Москва : тип. Г. Лисснера и Д. Совко, 1914 [2]. — Т. 4. — 494 с. (рос.)
5. Русский биографический словарь: Герберский — Гогенлоэ / Изд. под ред. Н. М. Чулкова. — Москва : тип. Г. Лисснера и Д. Совко, 1916 [2]. — Т. 5. — 442 с. (рос.)
6. Русский биографический словарь: Дабелов — Дядьковский / Изд. под наблюдением председателя Императорского Русского Исторического Общества А. А. Половцова. — Санкт-Петербург : тип. Товарищества «Общественная польза», 1905 [2]. — Т. 6. — 748 с. (рос.)
7. Русский биографический словарь: Жабокритский — Зяловский / Изд. под наблюдением председателя Императорского Русского Исторического Общества А. А. Половцова; под ред. Е. С. Шумигорского и М. Г. Курдюмова. — Санкт-Петербург : тип. Гл. упр. уделов, 1897 [2]. — Т. 7. — 588 с. (рос.)
8. Русский биографический словарь: Ибак — Ключарев / Изд. под наблюдением председателя Императорского Русского Исторического Общества А. А. Половцова. — Санкт-Петербург : тип. Гл. упр. уделов, 1897 [2]. — Т. 8. — 756 с. (рос.)
9. Русский биографический словарь: Кнаппе — Кюхельбекер / Изд. под наблюдением председателя Императорского Русского Исторического Общества А. А. Половцова. — Санкт-Петербург : тип. Гл. упр. уделов, 1903 [2]. — Т. 9. — 708 с. (рос.)
10. Русский биографический словарь: Лабзина — Ляшенко / Изд. Императорским Русским Историческим Обществом: под ред. Н. Д. Чечулина и М. Г. Курдюмова. — тип. Гл. упр. уделов, 1914 [2]. — Т. 10. — 846 с. (рос.)
11. Русский биографический словарь: Нааке-Накенский — Николай Николаевич Старший / Изд. Императорским Русским Историческим Обществом. — Санкт-Петербург : тип. Гл. упр. уделов, 1914 [2]. — Т. 11. — 388 с. (рос.)
12. Русский биографический словарь: Обезьянинов — Очкин / Изд. под наблюдением председателя Императорского Русского Исторического Общества А. А. Половцова. — Санкт-Петербург : тип. Гл. упр. уделов, 1902 [2]. — Т. 12. — 480 с. (рос.)
13. Русский биографический словарь: Павел преподобный — Петр (Илейка) / Изд. под наблюдением председателя Императорского Русского Исторического Общества А. А. Половцова. — Санкт-Петербург : тип. И. Н. Скороходова, 1902. — Т. 13. — 745 с. (рос.)
14. Русский биографический словарь: Плавильщиков — Примо / Изд. под наблюдением председателя Императорского Русского Исторического Общества А. А. Половцова. — Санкт-Петербург : тип. И. Н. Скороходова, 1910 [2]. — Т. 14. — 800 с. (рос.)
15. Русский биографический словарь: Притвиц — Рейс / Изд. под наблюдением председателя Императорского Русского Исторического Общества А. А. Половцова. — Санкт-Петербург : тип. Императорской акад. наук, 1910 [2]. — Т. 15. — 560 с. (рос.)
16. Русский биографический словарь: Рейтерн — Рольцберг. — Санкт-Петербург : тип. Императорской акад. наук, 1913 [2]. — Т. 16. — 438 с. (рос.)
17. Русский биографический словарь: Романова — Рясовский / Изд. Русское историческое общество: под ред. Б. Л. Модзалевского. — Петроград : тип. Акц. О-ва «Кадима», 1918. — Т. 17. — 817 с. (рос.)
18. Русский биографический словарь: Сабанеев — Смыслов / Изд. под наблюдением председателя Императорского Русского Исторического Общества А. А. Половцова. — Санкт-Петербург : тип. В. Демакова, 1904. — Т. 18. — 673 с. (рос.)
19. Русский биографический словарь: Смеловский — Суворина / Изд. под наблюдением председателя Императорского Русского Исторического Общества А. А. Половцова. — Санкт-Петербург : тип. товарищества «Общественная польза», 1909. — Т. 19. — 608 с. (рос.)
20. Русский биографический словарь: Суворова — Ткачев / Издательство Императорского Русского Исторического Общества. — Санкт-Петербург : тип. товарищества «Общественная польза», 1912. — Т. 20. — 600 с. (рос.)
21. Русский биографический словарь: Фабер — Цявловский / Изд. под наблюдением председателя Императорского Русского Исторического Общества А. А. Половцова. — Санкт-Петербург : тип. В. Безобразова и К, 1901. — Т. 21. — 521 с. (рос.)
22. Русский биографический словарь: Чаадаев — Швитков / Изд. под наблюдением председателя Императорского Русского Исторического Общества А. А. Половцова. — Санкт-Петербург : тип. И. Н. Скороходова, 1905. — Т. 22. — 642 с. (рос.)
23. Русский биографический словарь: Шебанов — Шютц / Изд. Императорским Русским Историческим Обществом. — Санкт-Петербург : тип. Главного Упр. Уделов, 1911. — Т. 23. — 557 с. (рос.)
24. Русский биографический словарь: Щапов — Юшневский / Изд. Императорским Русским Историческим Обществом. — Санкт-Петербург : тип. Главного Упр. Уделов, 1912. — Т. 24. — 365 с. (рос.)
25. Русский биографический словарь: Яблоновский — Фомин / Изд. Императорским Русским Историческим Обществом. — Санкт-Петербург : тип. Главного Упр. Уделов, 1913. — Т. 25. — 493 с. (рос.)

## Редактори словника
- Половцов Олександр Олександрович
- Чулков Микола Петрович
- Чечулин Микола Дмитрович
- Муселіус Володимир Васильович
- Курдюмов Михайло Григорович
- Вітберґ Федір Олександрович
- Кубасов Іван Андрійович
- Адріанов Сергій Олександрович
- Модзалевський Борис Львович
- Шумигорський Євген Севаст'янович

Томи, що були під наглядом О. Половцова (до його смерті в 1909 р.): тт. 1, 2, 3, 6, 7, 8, 9, 12, 14, 15, 18, 19, 21, 22.
Редактори: т. 4-5 — М. Чулков; т. 7 — Є. Шумигорський та М. Курдюмов; т. 10 — М. Чечулин і М. Курдюмов; т. 17 — Б. Модзалевський.